# Domenico Bacchi
Domenico Bacchi (Partinico, 1º gennaio 1929 – Partinico, 14 gennaio 2013) è stato un politico italiano.

## Biografia
Da giovane aveva aderito al Movimento Indipendentista Siciliano e lo lasciò quando seguì Antonio Varvaro nel Partito Comunista Italiano.
Migliorista, nel 1975 diventa deputato alla Camera per il Partito Comunista Italiano subentrato ad Alessandro Ferretti; poi viene rieletto nel 1976. Non confermato nel 1979, il deputato Mario Arnone si dimise poi nel 1982, dopo la morte di Pio La Torre per consentirgli, essendo collaboratore dello stesso, di subentrargli in parlamento. Restò parlamentare fino al 1983.
Fu poi componente del consiglio di amministrazione della Sicilcassa e dal 1997 fu imputato nel processo per il crac dell'istituto, ma non fu tra i condannati nel 2013, perché deceduto nel frattempo .